# Неронов декрет
Неронов декрет је декрет којим је Адолф Хитлер 19. марта, 1945, наредио уништење немачке инфраструктуре како би се спречило да је користе савезничке снаге које су продрле дубоко унутар Немачке. Званичан наслов је гласио Рушења на територији Рајха а касније је постао познат под називом Неронов декрет, по римском императору Нерону, за кога се сматра да је изазвао Велики пожар у Риму 64. године нове ере. Најзначајнији одељак овог декрета гласи:
Грешка је мислити да ће транспортна и комуникациона постројења, индустријске установе и складишта, која не буду уништена, или која су само привремено избачена из употребе, моћи да поново буду од користи за нас кад повратимо изгубљену територију. Непријатељ нам неће оставити ништа сем спржене земље кад се буде повлачио, без и најмањег обзира према становништву. Стога наређујем:
Сва постројења за војни саобраћај и комуникације, индустријске установе и складишта, све друго од вредности на територији Рајха, што би на било који начин могло да буде коришћено од стране непријатеља одмах, или у за вођење рата догледној будућности, има да буде уништено.
Издавање декрета је било узалуд. Задужен за његово спровођење је био Алберт Шпер, Хитлеров министар наоружања и ратне производње. Запањен наређењем, Шпер је одлучио да га не изврши, лукаво убедивши Хитлера да је планирани - мада имагинарни - повраћај изгубљених територија могућа и без уништавања инфраструктуре. Хитлер је извршио самоубиство 30. априла 1945, 42 дана након издавања наређења. 7. маја 1945. генерал Алфред Јодл је потписао немачку војну предају, а 23. маја су Шпер и остатак привремене Немачке владе коју је предводио Хитлеров наследник и шеф државе, адмирал Карл Дениц, ухапшени по наређењу генерала Ајзенхауера.